# And Then There Was Silence
And Then There Was Silence  è la canzone più lunga edita della band tedesca Blind Guardian ed è anche la title track dell'omonimo singolo. L'uscita del singolo è del novembre del 2001 come singolo principale tratto dall'album A Night at the Opera. La storia prende spunto dai racconti epici di Omero e Virgilio, rispettivamente l'Iliade e l'Eneide, e narra la fine della guerra e gli ultimi giorni di Troia, come era stato predetto da Cassandra, figlia del re Priamo.
La grande complessità della canzone, caratteristica insolita per un singolo, e l'eccezionale musicalità la contraddistingue dal resto del repertorio della band, che sembra aver tracciato con essa un punto di svolta dalle più classiche sonorità Heavy a sperimentazioni orchestrali.

## Tracce
1. "And Then There Was Silence" – 14:08
2. "Harvest of Sorrow" – 3:40
3. "Born in a Mourning Hall" (multimedia track) – 5:17

## Componenti
- Hansi Kürsch - voce
- André Olbrich - chitarra
- Marcus Siepen - chitarra
- Thomas Stauch - batteria